# Conjecture de Schreier
Pour les articles homonymes, voir Schreier.
En théorie des groupes, une branche des mathématiques, la conjecture de Schreier énonce que le groupe des automorphismes extérieurs de tout groupe fini simple est résoluble. Elle a été proposée par Otto Schreier en 1926, et on sait maintenant qu'elle est vraie, d'après la classification des groupes finis simples, mais on n'en connait pas de preuve directe.